# 山田誉子
山田 誉子（やまだ たかこ、1971年4月4日 - ）は、日本の元タレント、女優で、現在はヨガ・インストラクター。女性グループ 『C.C.ガールズ』（2代目）のひとり。

## 人物
1971年（昭和46年）生まれ。兵庫県出身。兵庫県立星陵高等学校を経て、関西大学文学部卒業。
趣味は、ダーツ、映画鑑賞、スノーボード、パソコン。好きな食べ物は、お寿司。嫌いな食べ物は、レーズン、納豆。
オスカープロモーションに所属していた。

### 経歴
1996年（平成8年）1月、『C.C.ガールズ』のスーパーサポートとして加入し藤森夕子の卒業によりメンバーとして正式加入。当時メンバー内で一番のバストサイズという事でも話題となった。また、バストに1億5000万円の保険が掛けてある事で話題になった。ハンマープライスでそのバストで「おっぱいプリン」をつくり出展。
C.C.ガールズのメンバーとして活動しつつ単独でもグラビア活動などを行う。2003年、C.C.ガールズを他の所属メンバーと共に卒業。その後も、タレント、グラビア、女優などの活動を展開。2005年から始めたヨガでコーチの資格を取得。フィットネスクラブでヨガのインストラクターなども行っている。

## 出演

### テレビ番組

#### バラエティ
- BREAK!（読売テレビ系）
- とんねるずのハンマープライス（1996年）
- Wスポット（関西テレビ）
- 峰竜太のホンの昼メシ前（1998年10月、NTV）準レギュラー
- 期首特番「ものまねバトル大賞」（1997年9月、 NTV）
- BIGチャンネル（2000年6月、スカイパーフェクTV!）レギュラー
- THE夜もヒッパレ（2001年7月、NTV）ゲスト
- 夢中空間（テレビ朝日）
- ザ・トライアングル （2008年9月30日、TBS系）　青田典子、藤森夕子と共演。

#### ドラマ
- 東芝インタラクティブ劇場 「犯人がいっぱい!」（1996年6月16日、CX）
- 木曜の怪談 「タイムキーパーズ」（1997年1月、CX）主役
- オムニバスドラマ DAMASU「英会話でええんかいな」（2003年1月、毎日放送）
- 「陰陽少女」（2004年10月、KBS・TVK共同制作）-　笹丘ニシキ　役
- こちら本池上署（2005年） - 千葉恭子
- 夜王 yaoh（2005年5月11日、TBS）
- 水曜ミステリー9 「信濃のコロンボ事件ファイル16・願望の連環」（2008年6月25日、テレビ東京）

#### CM
- 丸の内商事
- ポッカコーポレーション 「キレートレモン」
- 21世紀グループ

### Vシネマ
- 縁切り闇稼業3 重婚詐欺の陰謀 （1999年10月） - サエミ
- サラリーマンパチンカー銀太郎2 奇跡の連チャン打法篇（2002年）
- フィールズ・エンジェル（2004年6月、ジェネオンエンタテインメント）
- 流血地獄（2004年、東映、主演：竹内力）
- 女流作家 楽園 山田誉子 ATTACK ZONE（2009年、アタッカーズ）- 新藤美樹

### 携帯サイト
- 山内順仁パララ

### 作品

#### 写真集
- gel'ee（1998年4月、ぶんか社）ISBN 4821122200 撮影：薮下修
- Luxe（2000年12月、ワニブックス）ISBN 4847025903 撮影：清水清太郎
- embrasment（2002年1月、音楽専科社）ISBN 4872790987 撮影：鯨井康雄
- T's room（2004年6月、バウハウス）ISBN 4894619776 撮影：くぼたあきひと
- フェロモン（2006年1月、バウハウス）ISBN 4778806379（DVD+写真集） 撮影：くぼたあきひと
- 極（2007年12月、竹書房）ISBN 4812433606（DVD+写真集） 撮影：清水清太郎

#### ビデオ・DVD
- shyness（2004年6月、竹書房)
- SHINE!（2005年3月、竹書房）
- ほまれ～honesty emotion～（2006年4月、イーネット・フロンティア）
- 炎 ほむら（2006年7月、TAO）
- 誉改（2007年7月、TAO）
- 虜（2007年11月、GPミュージアム）
- 極 (2008年2月、竹書房)
- 誉魁～弐式～（ほまれかい～にしき～) (2008年11月、TAO)
- 飛燕（ひえん） （2009年5月、TAO）
- Love again （2009年8月、日本メディアサプライ）
- AQUA （2010年1月、TAO）

#### CD
- Happy White（メディアファクトリー）

### その他
- NIKKODO BMB（全日本F3）レースクイーン（1991年）
- KDDI 「Produce for you」メール配信サービス（2000年3月）メールメッセージ
- NTTdocomo（2000年2月）待ち受け画面